# Die letzte Vorstellung
Die letzte Vorstellung von Peter Bogdanovich gilt als einer der wichtigsten und einflussreichsten Filme des amerikanischen Kinos. Im Filmjahr 1971 gedreht, stellte er einen der Höhepunkte des New-Hollywood-Kinos dar. Die Filmhandlung beruht auf Larry McMurtrys gleichnamigem semi-autobiografischen Roman von 1966. Der Schriftsteller schrieb zusammen mit Bogdanovich auch das seiner eigenen Vorlage nicht immer folgende Drehbuch.

## Handlung
Die Kleinstadt Anarene in Nord-Texas, November 1951: Da die American-Football-Mannschaft der örtlichen Highschool am Vorabend eine deftige Niederlage kassiert hatte, bekommt der Mitspieler Sonny Crawford beim morgendlichen Besuch im Billard-Saloon allerlei Kritik zu hören. Beim Treffen mit seinem besten Kumpel Duane Jackson wird dabei in traditioneller Routine die abendliche Pick-up-Nutzung abgesprochen, denn dank dieses Gefährts können beide ihre jeweiligen Freundinnen während oder nach dem Kino-Besuch zu sexuellen Annäherungsversuchen an das nahegelegene Wasserbecken kutschieren. Der Billard-Raum, das Café und das Kino gehören dem alternden Sam, genannt „der Löwe“, der für die Jugendlichen des eintönigen Ortes eine Art Vaterfigur abgibt. Der ehemalige Cowboy scheint eine der wenigen zufriedenen Personen des Dorfes zu sein. Duane darf auch an diesem Abend, wie so oft, als Erster den fahrbaren Untersatz nutzen, während Sonny sein Taschengeld noch mit ein paar Auslieferungsjobs aufbessert. Als er schließlich im Lichtspielhaus eintrifft – wo Vincente Minnellis Vater der Braut gezeigt wird –, motzt seine Freundin Charlene Duggs, dass Sonny das einjährige Jubiläum ihres Zusammenseins und ein damit verbundenes Geschenk vergessen hätte. Da sie später im Pickup seinen Annäherungsversuch unfreundlich zurückweist, macht Sonny gänzlich mit ihr Schluss. Sonny und Duane absolvieren das letzte Schuljahr der Anarene Highschool, wobei ihr Lerneifer faktisch gen Null tendiert: Sie haben nur ihre Flirts und die damit verbundenen Kinobesuche im Kopf. Duane mehr noch als der zurückhaltende Sonny – er geht mit der Klassen-Schönheit Jacy Farrow, die obendrein aus einer der wenigen wohlhabenden Familien von Anarene stammt, da ihr Vater eine Ölfirma betreibt. Duane ist fest überzeugt, sie später zu heiraten. Jacys Mutter Lois will das naturgemäß verhindern, zumal Duane trotz seines feschen Auftretens aus recht ärmlichen Verhältnissen kommt. Lois selbst leistet sich eine außereheliche Affäre mit dem Ölarbeiter Abilene, einem Angestellten ihres Mannes.
Auf einem Weihnachtstanz kommt es auch zur ersten Annäherung Sonnys mit Ruth Popper, der spröde wirkenden Gattin seines Highschool-Sportlehrers. Beide hatten sich kennengelernt, als Sonny auf Bitte des Trainers dessen Gattin zu einer ärztlichen Untersuchung chauffiert hatte. Ihr Mann ist wegen seiner vielen Sportaktivitäten selten zu Hause, daher fühlte sich die deprimierte Vierzigerin rasch zu dem selbst kaum draufgängerisch wirkenden Sonny hingezogen. Mit dem Kuss am Rande des Festes beginnt eine – vom offenkundig homosexuellen Sportlehrer unbemerkte – Affäre, die etliche Monate andauert. Beim Weihnachtstanz erscheint auch der aus wohlhabenden Verhältnissen stammende Lester Marlow, der Jacy aus einem Country Club kennt und sie zu einer Pool-Party im Hause des reichen Bobby Sheen im benachbarten Wichita Falls lockt. Jacy lässt sich – zum großen Unmut Duanes – von Lester zu Bobbys Anwesen kutschieren, wo sie im Kreis der um ein Schwimmbecken versammelten Nackten nur aufgenommen wird, wenn sie sich vor den Augen aller selber entblößt. Leicht verschämt gelingt ihr das auch; es stört sie kaum, dass die ihr gerade von Duane geschenkte Armbanduhr beim Sprung ins Nass kaputtgeht. Der verbitterte Duane ertränkt seinen Kummer derweil im Alkohol. Im Kreis der ihn bemitleidenden Kumpels wird beschlossen, dem schwachsinnigen Billy ein Sexerlebnis zu bieten – Billy ist ein geistig zurückgebliebener, darüber hinaus stummer Jugendlicher, dessen Lieblingsbeschäftigung das Fegen der durch die vielen Sandstürme verdreckten Hauptstraße ist. Sie bringen ihn zu einer Imbiss-Betreiberin, die sich als Gelegenheitsprostituierte verdingt. Sie schlägt Billy jedoch, wegen seiner Ungeschicklichkeit beim Akt. Als die Clique den blutbeschmutzten Jungen danach im Billard-Saloon abliefern, erteilt der entsetzte Sam allen an der Schandtat Beteiligten umgehend Hausverbot für seine Einrichtungen (ausgenommen davon ist Duane, der sich feige auf dem Rücksitz ihres Wagens versteckt hatte).
Sonny verbringt nun noch mehr Zeit bei Ruth, deren quietschendes Bett freilich den Sexgenuss erheblich einschränkt. Als er eines Tages trotz Verbotes von der freundlichen Café-Bedienung Genevieve zum Verweilen und einem Cheeseburger-Frühstück eingeladen wird, kommt es zur Versöhnung mit Sam. Dieser nimmt Sonny und Billy wenig später zum Fischen an ein Wasserbecken nahe der Stadt mit, wo er Sonny mit allerlei Jugenderinnerungen überrascht, zu denen auch eine 22-Jährige gehört, in die er unsterblich verliebt war. Einige Zeit später beschließen Sonny und Duane, der Langeweile in Anarene durch ein Wochenende in Mexiko zu entrinnen. Bei der Abfahrt steckt ihnen Sam neben wohlgemeinten Ratschlägen noch ein paar Dollar zu. Als die völlig verkaterten Heimkehrer am Montag nach Anarene zurückkehren, müssen sie erfahren, dass Sam tags zuvor plötzlich an einem Herzschlag verstorben ist. Sam hat ein paar überraschende Regelungen für sein Erbe getroffen: Das Kino hat er seiner Kassiererin Miss Mosey überlassen, der Billard-Raum geht an Sonny, und sogar der oftmals gehänselte Pfarrerssohn Joe Bob Blanton erhält einen nicht unerheblichen Geldbetrag. Fortan betreibt Sonny den Billard-Saloon, der aber nur wenig profitabel ist.
Während sich die Highschool-Zeit dem Ende zuneigt, vergnügt sich Jacy erneut in Wichita Falls. Dem ungeschickt fummelnden Lester entkommend, wird sie vom weitaus attraktiveren Bobby zurückgewiesen, weil sie noch Jungfrau ist. Jacy will möglichst schnell die Entjungferung hinter sich bringen und fährt deshalb mit Duane ins „Cactus Motel“ bei Wichita Falls, doch ihr Freund versagt beim Beischlaf. Erst ein zweiter Anlauf im selben Motel ist von Erfolg gekrönt. Kurz darauf beendet die schnippische Blondine ihre Beziehung zu Duane, nur um zu erfahren, dass der für sie deutlich interessantere Bobby inzwischen verheiratet ist. Der enttäuschte Duane packt seine Koffer und will sich Arbeit im viel weiter westlich gelegenen Odessa suchen. Jacy wiederum lässt sich auf ein Sex-Abenteuer mit Abilene, dem Liebhaber ihrer Mutter, ein. Nach dem auf einem Billardtisch vollzogenen Geschlechtsakt weist der Ölarbeiter weitere Zärtlichkeiten zurück. Dann gerät Anarene in Aufruhr, weil Pfarrerssohn Joe Bob Blanton angeblich ein kleines Mädchen entführt hat. Die Angelegenheit erweist sich nach kurzer Inhaftierung dieses Klassenkameraden von Sonny und Duane als relativ harmlos, dennoch wird Joe Bob vom Hass des Dorfes getroffen. Vor dem lokalen Gefängnis wird Sonny von Jacy urplötzlich zu einer Ausfahrt eingeladen, da sie nach ihren Enttäuschungen mit den anderen Männern es nun mit Sonny versuchen will. Bei einem Besuch von Duane – inzwischen stolzer Besitzer eines eigenen Autos – kommt es zur heftigen Schlägerei zwischen ihm und Sonny, weil er von Jacys Liebeleien mit Sonny erfahren hat und sie trotz der vollzogenen Trennung nicht aufgeben will. Bei der Schlägerei wird Sonny von Duane am Auge getroffen.
Sonny lässt die ihn im Krankenhaus aufsuchende Ruth abblitzen und willigt stattdessen nach seiner Entlassung in eine Blitzheirat Jacys im unweiten Oklahoma ein. Weil diese aber ihre Eltern vom angedachten Durchbrennen in Kenntnis gesetzt hatte, wird das junge Paar auf dem Weg in die Flitterwochen von der Polizei gestoppt und nach Anarene zurückbeordert. Auf der Rückfahrt kommt es zu einem kleinen Gedankenaustausch zwischen Sonny und „Kurzzeit-Schwiegermutter“ Lois, die ihm verrät, jene 22-Jährige gewesen zu sein, in die Sam, „der Löwe“, einst vernarrt gewesen sei (was auf Gegenseitigkeit beruhte). Duane, der sich nach der Auseinandersetzung mit Sonny zum Koreakrieg gemeldet hat, besucht kurz vor seiner Abreise noch einmal seine Mutter. Der nicht nachtragende Sonny lädt ihn bei dieser Gelegenheit zum Besuch der letzten Vorstellung des Kinos ein. Die geschäftlich unerfahrene Miss Mosey ist nicht zuletzt wegen des auch in der texanischen Provinz spürbaren Vorrückens der TV-Bequemlichkeit zur Schließung gezwungen – gezeigt wird der berühmte Howard-Hawks-Western Red River. Von Sonny erfährt Duane bei der Verabschiedung am Bus, dass Jacy ihr Glück mittlerweile in der Großstadt Dallas sucht. Als Anarene wieder von einem Sandsturm heimgesucht wird, überfährt ein Truck den einmal mehr die Straße kehrenden, inzwischen allerdings auch von Sonny vernachlässigten Billy. Von seelischem Schmerz geplagt, will der nun völlig allein dastehende Bursche Anarene verlassen, kehrt aber nach Passieren des Ortseingangsschildes um und sucht Ruth auf. Diese ist wegen seines Verhältnisses mit Jacy wütend, doch da auch sie nach wie vor unter der grausamen Einsamkeit ihrer Ehe leidet, reicht sie Sonny abschließend doch die wiedervereinende Hand.

## Produktionsgeschichte
Peter Bogdanovich hatte seine Karriere in Hollywood als Theaterschauspieler und Filmkritiker begonnen. 1968 hatte er zwei B-Movies gedreht, Targets und Voyage to the Planet of Prehistoric Women. Der Erfolg von Targets ermöglichte es Bogdanovich, erstmals ein eigenständiges Filmprojekt anzufangen. Seine Ehefrau Polly Platt und der befreundete Schauspieler Sal Mineo machten ihn auf das 1966 erschienene Buch The Last Picture Show von Larry McMurtry aufmerksam, in welchem dieser seine Jugendzeit in einem Dorf in Texas autobiografisch verarbeitete.
Ben Johnson, der für seine Nebenrolle einen Oscar erhielt, sträubte sich ursprünglich gegen die Mitarbeit an diesem Film. Angeblich widerstrebten ihm die Nacktszenen und die dargestellte Moral; mehr noch freilich war der geübte Reitexperte – bis dahin (und auch später) mit nur ganz seltenen Hauptrollen betraut – vom Umfang des ihm zugedachten Textes schockiert. Regisseur Bogdanovich bat schließlich seinen berühmten Kollegen John Ford um entsprechende Fürsprache beim von ihm vehement gewünschten Darsteller. Johnson, der sich bei den Dreharbeiten zu dem Kavallerie-Western Rio Grande mit Ford angeblich wegen einer indianerfeindlichen Äußerung (in Wirklichkeit jedoch eher aufgrund einer Forderung nach mehr Gage und ganz sicher wegen des finanziellen Misserfolgs des vorausgegangenen Westerns Westlich St. Louis mit Johnson als Protagonist) überworfen hatte, war erst 1964 mit einem Mini-Part in Cheyenne von Ford faktisch „begnadigt“ worden, hatte aber inzwischen durch seine Auftritte in den beiden Peckinpah-Klassikern Sierra Chariba und The Wild Bunch seine Befähigung zum Charakterdarsteller unter Beweis gestellt. Johnson soll erst nach einem Anruf Fords sowie einer weiteren Rücksprache mit Bogdanovich den Part des Sam übernommen haben. Ursprünglich war dafür auch der renommierte Countrysänger Tex Ritter im Gespräch, weil dessen schauspielernder Sohn John einen der beiden jugendlichen Helden verkörpern sollte. Dass Bogdanovich so sehr an Johnson festhielt, hängt mit der Gesamtidee von The Last Picture Show zusammen: Der filmhistorisch bewanderte Regisseur sah in dem fürs Kino ohnehin arg veränderten McMurtry-Roman eine ideale Vorlage, seinem Faible für das Westerngenre (mit Johnson als prägnantem Vertreter) ebenso zu huldigen wie seinen cineastischen Vorbildern, wozu neben Ford eben Howard Hawks, Orson Welles, Allan Dwan und andere gehörten. Ben Johnson hatte unzählige Western gedreht und sein Name war in der Öffentlichkeit mit diesem Genre assoziiert, womit diese Besetzung auf mehr als einer Ebene funktioniert.
In Anlehnung an diese Filme drehte Bogdanovich Die letzte Vorstellung in Schwarz-Weiß, welches Anfang der 1970er-Jahre längst als veraltet galt. Dies geschah auf Rat seines Freundes Orson Welles.
Ein bemerkenswerter Fakt ist, dass die im Anarene-Kino gezeigten Streifen – zu erkennen an Plakaten oder der Reklame über dem Eingang – allesamt älteren Erscheinungsdatums sind: Vater der Braut, Westlich St. Louis (mit Ben Johnson in der Hauptrolle) und Winchester ’73 sind von 1950, Dwans Sands of Iwo Jima von 1949, und Red River von 1948 (gedreht gar 1946, mit Ben Johnson als Stuntman). Ob dies Bogdanovichs eigenen Vorlieben entsprang oder es in der amerikanischen Provinz tatsächlich zu solchen (eher unglaubwürdigen) Verzögerungen kam, ist nicht genau festzustellen. Definitiv dem Willen Bogdanovichs entsprang Red River als Film der letzten Vorstellung; im Roman war dafür der niveauärmere Audie-Murphy-Western Verfemt von Kurt Neumann auserkoren worden. Bogdanovich äußerte sich später, er habe die Viehtreckszene aus Red River verwendet, „weil diese Szene Optimismus und Abenteuerlust ausstrahlt, im Gegensatz zu der Verwahrlosung, die unter den Texanern um sich griff“. Das war bei Weitem nicht die einzige Veränderung zur literarischen Vorlage: So taufte Bogdanovich unter anderem den Namen des Handlungsortes um, der bei McMurtry noch Thalia hieß; Anarene (eine Ortschaft, die es wirklich gab, jedoch nie mehr als 100 Einwohner hatte und inzwischen als Geisterstadt gilt) sollte angeblich eine gedankliche Brücke zu Abilene herstellen, dem Schauplatz des Finales von Red River.
Für Randy Quaid war der Film sein Schauspieldebüt, ebenso wie für Sam Bottoms, den jüngeren Bruder des Hauptdarstellers Timothy Bottoms. Auch für das damals zwanzigjährige Model Cybill Shepherd stellte der Film ihr Debüt dar. Shepherd begann während der Produktion ein Verhältnis mit dem seinerzeit einunddreißigjährigen Bogdanovich, der sich daraufhin von seiner Frau Polly Platt trennte. Die Verbindung dauerte bis Mitte 1978. Zwei weitere gemeinsame Filme entstanden während dieser Zeit. In kleineren Rollen sind auch viele texanische Laiendarsteller zu sehen.
Die Filmaufnahmen entstanden in Archer City in Texas sowie in der Nähe von Wichita Falls, beide die Geburt- und Heimatstädte des Schriftstellers McMurtry. Die Dreharbeiten begannen am 19. Oktober 1970. Der Film wurde erstmals am 28. September 1971 beim New York Film Festival Screening gezeigt, bevor er am 3. Oktober 1971 in New York Premiere feierte. Es handelt sich um eine BBS-Produktion der Columbia Pictures. In der Bundesrepublik Deutschland kam der Film erstmals am 25. Mai 1973 in die Kinos, in der DDR am 1. Oktober 1976. Am 6. August 1977 lief Die letzte Vorstellung erstmals im Programm des Deutschen Fernsehfunks.
Peter Bogdanovich montierte den Film nach eigenen Angaben in rund sechs Monaten. Er wollte aber als Filmeditor nicht genannt werden, da er schon als Regisseur und mit Larry McMurtry als Drehbuchautor in den Credits erwähnt wurde. Laut den Regeln der Filmgewerkschaft musste ein Editor aber genannt werden. Da Donn Cambern im Schneideraum nebenan gerade am Film Drive, he said gearbeitet habe, habe er sich entschlossen, ihn als Editor in den Credits zu erwähnen. Cambern widersprach diesen Darstellungen teilweise und erklärte, dass er Bogdanovich bei der Montage des Filmes in signifikanter Weise unterstützt habe.

## Filmmusik
Während Die letzte Vorstellung auf eine gewöhnliche Filmmusik verzichtet, sind vor allem zeitgenössische Country-Songs in den Film eingebaut. Hank Williams und Tony Bennett sind mit mehreren Songs vertreten.
- Why Don’t You Love Me (Like You Used to Do)? von Hank Williams
- Half As Much von Hank Williams
- Lovesick Blues von Hank Williams
- I Can’t Help It (If I’m Still In Love With You) von Hank Williams
- Kaw-Liga von Hank Williams
- Cold, Cold Heart, geschrieben von Hank Williams, gesungen von Tony Bennett
- Blue Velvet von Tony Bennett
- Soltaire von Tony Bennett
- Give Me More, More of Your Kisses von Lefty Frizzell
- Wish You Were Here von Eddie Fisher
- Slow Poke von Pee Wee King
- Wild Side Of Life von Hank Thompson
- Rose, Rose, I Love You von Frankie Laine
- You Belong To Me von Jo Stafford
- A Fool Such as I von Hank Snow
- Wheel of Fortune von Kay Starr
- Please, Mr. Sun von Johnnie Ray
- The Thing von Phil Harris
- It’s in the Book von Johnny Standley

## Synchronisation
Die erste deutsche Synchronfassung entstand 1973 in München bei der Arnold & Richter KG für den westdeutschen Verlag. Die Synchronregie übernahm Conrad von Molo, während Ehefrau Beate von Molo das Dialogbuch verfasste. Eine zweite Synchronfassung entstand 1976 in der DDR bei den DEFA Studios in Berlin, mit Synchronregie von Margot Spielvogel nach einem Dialogbuch von Wolfgang Krüger. Später folgte eine dritte Synchronfassung auf DVD.
| Rolle                   | Schauspieler      | Synchronsprecher (BRD 1973) | Synchronsprecher (DDR 1976) | Synchronsprecher (DVD) |
| ----------------------- | ----------------- | --------------------------- | --------------------------- | ---------------------- |
| Sonny Crawford          | Timothy Bottoms   | Jürgen Clausen              | Walter Plathe               | Alexander Brem         |
| Duane Jackson           | Jeff Bridges      | Tommi Piper                 | Kaspar Eichel               | Dominik Auer           |
| Jacy Farrow             | Cybill Shepherd   | Elisabeth von Molo          | Ursula Werner               | Veronika Neugebauer    |
| Sam der Löwe            | Ben Johnson       | Heinz Engelmann             | Helmut Müller-Lankow        | Peter Musäus           |
| Ruth Popper             | Cloris Leachman   | Maddalena Kerrh             | Evamaria Bath               | Katharina Lopinski     |
| Lois Farrow             | Ellen Burstyn     | Marianne Wischmann          | Lissy Tempelhof             | Dagmar Heller          |
| Genevieve               | Eileen Brennan    | Anna Seifert                | Katja Paryla                | ?                      |
| Abilene                 | Clu Gulager       | Manfred Seipold             | Karl Sturm                  | Ekkehardt Belle        |
| Charlene Duggs          | Sharon Ullrick    | Sybil Hebert                | Olga Strub                  | ?                      |
| Lester Marlowe          | Randy Quaid       | Rainer Basedow              | Holger Mahlich              | Dirk Meyer             |
| Bobby Sheen             | Gary Brockette    | Fred Klaus                  | ?                           | ?                      |
| Sheriff                 | Joe Heathcock     | ?                           | Klaus Mertens               | ?                      |
| Mr. Popper, Sportlehrer | Bill Thurman      | Klaus Schwarzkopf           | ?                           | Norbert Gastell        |
| Miss Mosey              | Jessie Lee Fulton | Alice Franz                 | ?                           | ?                      |

## Kritik
Die letzte Vorstellung erhält seit seiner Premiere im Jahr 1971 sehr gute Kritiken und wurde hoch gelobt. Er gilt als einer der „Schlüsselfilme der amerikanischen Kino-Renaissance in den 1970ern“. Mit seiner Reflexion des Innenlebens der Personen und der realistischen Beschreibung ihres Verhaltens und ihrer Umgebung, ihrer Gefühle der Ohnmacht und Hoffnungslosigkeit gilt er als ein Klassiker des New Hollywood. So schrieb Newsweek: „Es ist nicht nur der beste amerikanische Film in einem eher tristen Kinojahr, sondern die eindrucksvollste Arbeit eines jungen amerikanischen Regisseurs seit ‚Citizen Kane‘“. Viele Kritiker erkannten in Bogdanovichs Arbeit auch ein intensives Studium gleichbedeutend mit der Bewunderung für klassische amerikanische Regisseure wie John Ford, Orson Welles und Howard Hawks.
„In schlichtem Schwarzweiß, mit unbekannten Darstellern […] hat [Bogdanovich] ein Spiel voll Weltschmerz und Resignation inszeniert.“ – Der Spiegel, Hamburg, 1973
„Die Topographie einer Zeit, eines Alters, einer Gegend und einer Hollywood-Ära wird beschworen, Howard Hawks nachdrücklich geehrt, die Atmosphäre der beginnenden fünfziger Jahre realistisch und unsentimental rekonstruiert. Ein schöner, sensibler, melancholischer Film.“ – Die Zeit, Hamburg, 1973
„Bogdanovich rekonstruiert sorgfältig die Atmosphäre jener Jahre, wobei er stilistisch auch die filmischen Erzählformen jener Epoche nachempfindet. Ohne äußere Dramatik, aber mit starker innerer Spannung vermittelt sein Film trotz nostalgischer Verklärungen auch etwas vom Selbstverständnis der frühen 70er Jahre in den USA.“ – Lexikon des internationalen Films

## Auszeichnungen

### Academy Awards
Oscargewinner
- Bester Nebendarsteller: Ben Johnson
- Beste Nebendarstellerin: Cloris Leachman

Oscarnominierungen:
- Bester Film: Stephen J. Friedman
- Beste Regie: Peter Bogdanovich
- Bestes adaptiertes Drehbuch: Larry McMurtry & Peter Bogdanovich
- Beste Kamera: Robert L. Surtees
- Bester Nebendarsteller: Jeff Bridges
- Beste Nebendarstellerin: Ellen Burstyn

### British Academy Film Award
- Bester Nebendarsteller: Ben Johnson
- Beste Nebendarstellerin: Cloris Leachman
- Bestes Drehbuch: Larry McMurtry & Peter Bogdanovich
- Bester Film (Nominierung): Peter Bogdanovich
- Bester Regisseur (Nominierung) Peter Bogdanovich
- Beste Nebendarstellerin (Nominierung): Eileen Brennan

### New York Film Critics Circle Award
- Bestes Drehbuch: Larry McMurtry & Peter Bogdanovich

### Weitere
- Nominierung: Directors Guild of America Award bester Regisseur Peter Bogdanovich
- Nominierung: Golden Globe Award bester Regisseur Peter Bogdanovich
- Nominierung: Writers Guild of America Award bestes Drehbuch (adaptiert) Larry McMurtry und Peter Bogdanovich

### Spätere Ehrungen
Der Film ist seit 1998 in dem National Film Registry der Vereinigten Staaten von Amerika als erhaltenswertes Kulturgut verzeichnet. In der aktualisierten Ausgabe einer vom American Film Institute veröffentlichten Liste der „100 besten amerikanischen Filme aller Zeiten“ steht er 2007 als Neuzugang auf Platz 95.

## Fortsetzung
1990 drehte Peter Bogdanovich mit Texasville eine späte Fortsetzung. Erneut kam die Vorlage von Larry McMurtry. Bis auf Ellen Burstyn und den in seiner Filmrolle gestorbenen Ben Johnson schlüpften alle oben genannten Akteure in ihre alten Rollen.

## DVD und Blu-ray Disc
Am 6. November 2001 erschien bei Sony Pictures Home Entertainment eine DVD des Films Die letzte Vorstellung (Special Edition), Spieldauer 121 Minuten. Die beim selben Vertrieb am 9. November 2017 veröffentlichte Blu-ray Disc entspricht mit 126 Minuten Laufzeit der ungekürzten US Unrated Fassung.